# Bob Saget

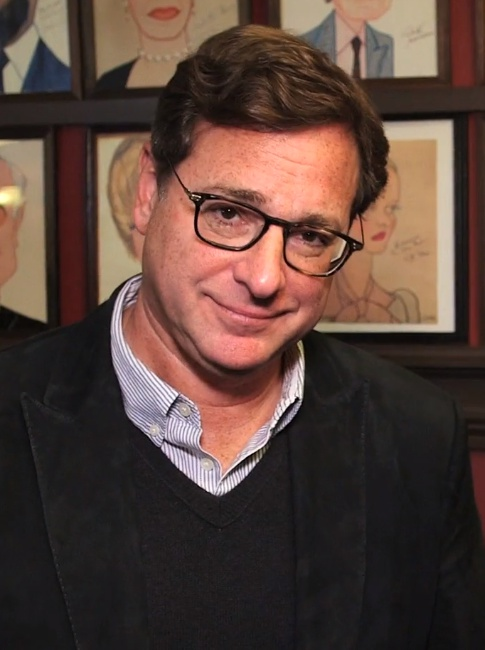
Bob Saget (2015)

Robert Lane „Bob“ Saget (* 17. Mai 1956 in Philadelphia, Pennsylvania; † 9. Januar 2022 in Orange County, Florida bei Orlando) war ein US-amerikanischer Schauspieler, Filmregisseur, Drehbuchautor, Filmproduzent, Stand-up-Comedian und Moderator, der insbesondere durch die Rolle des Danny Tanner in der Sitcom Full House bekannt wurde.

## Leben
Saget wollte zunächst Arzt werden, infolge erster Schauspielerfahrungen wandte er sich aber nach seinem Schulabschluss dem Showgeschäft zu. Als Student der Temple University gewann er 1978 einen Student Academy Award für seinen Kurzfilm Through Adam’s Eyes über einen siebenjährigen Jungen, der eine Gesichtsrekonstruktion erfährt. Ab Anfang der 1980er-Jahre spielte er zunächst in kleineren Film- und Fernsehrollen.
Bob Saget wurde vor allem durch seine Rolle als alleinerziehender Familienvater in der Comedy-Serie Full House bekannt, in der er von 1987 bis 1995 mitwirkte. Nach dem Ende der Serie konzentrierte sich Saget zunächst vor allem auf Filme, so fungierte er zwischen 1996 und 2006 als Regisseur von insgesamt fünf Fernseh- und Kinofilmen, darunter die Kinokomödie Dirty Work mit Norm MacDonald in der Hauptrolle. Des Weiteren hatte er Auftritte in Kinokomödien wie Dumm und dümmerer und Ein verrückter Tag in New York. In den Jahren 2005, 2009 und 2010 spielte er in der Serie Entourage eine fiktionale Version seiner selbst. Von 2005 bis 2014 war er Erzähler (als Stimme von Ted Mosby im Jahr 2030) der Rahmenhandlung in der erfolgreichen CBS-Comedyserie How I Met Your Mother. Von 2016 bis 2020 war er in seiner Rolle als Danny Tanner im Reboot Fuller House als Nebenfigur zu sehen.
Neben seinen Schauspielrollen trat Saget auch als Stand-up-Comedian und Fernsehmoderator in Erscheinung. Von 1989 bis 1997 moderierte er die beliebte Homevideo-Reihe America’s Funniest Home Videos, in der den Zuschauern lustige Homevideos mit Missgeschicken und komischen Situationen präsentiert wurden. Zwischen 2006 und 2008 moderierte Saget die Spielshow 1 vs. 100, die amerikanische Version der Fernsehsendung Einer gegen 100, im amerikanischen Fernseh-Network NBC. Als Stand-up-Komiker war Saget im Gegensatz zu seinem gutbürgerlichen Image aus Full House dafür bekannt, auch schmutzige und an ein erwachsenenes Publikum gerichtete Gags zu machen.
Saget war von 1982 bis 1997 mit Sherri Kramer (* 1956) verheiratet, mit der er seit seinem 17. Lebensjahr liiert war. Aus der Verbindung gingen drei Töchter (* 1987, * 1989 und * 1992) hervor.
Nachdem bei seiner Schwester im Alter von 43 Jahren Sklerodermie diagnostiziert worden und sie im Alter von 47 Jahren gestorben war, setzte sich Saget ab dem Jahr 2003 in der Scleroderma Research Foundation für eine Förderung der Forschung zu jener Krankheit ein.
Am 30. Oktober 2018 heiratete er die Journalistin, Bloggerin und Model Kelly Rizzo (* 1979 in Chicago, Illinois).

## Tod
Wenige Stunden nach einem Stand-up-Auftritt in Ponte Vedra Beach wurde Saget am 9. Januar 2022 leblos in seinem Zimmer in einem Luxushotel in der Nähe von Orlando aufgefunden. Ein Verbrechen oder Drogenmissbrauch konnten ausgeschlossen werden. Fünf Tage nach seinem Tod wurde Saget auf dem Mount Sinai Memorial Park Cemetery in den Hollywood Hills in Los Angeles beerdigt. In den Tagen nach seinem Tod erhielt die Scleroderma Research Foundation mehr als 1.500 Spenden mit einer Gesamthöhe von über 90.000 US-Dollar. Einen Monat nach dem Tod gab seine Familie bekannt, dass Behörden zu der Einschätzung gekommen seien, dass Saget an einer Kopfverletzung starb, die er für harmlos gehalten habe.

## Filmografie (Auswahl)

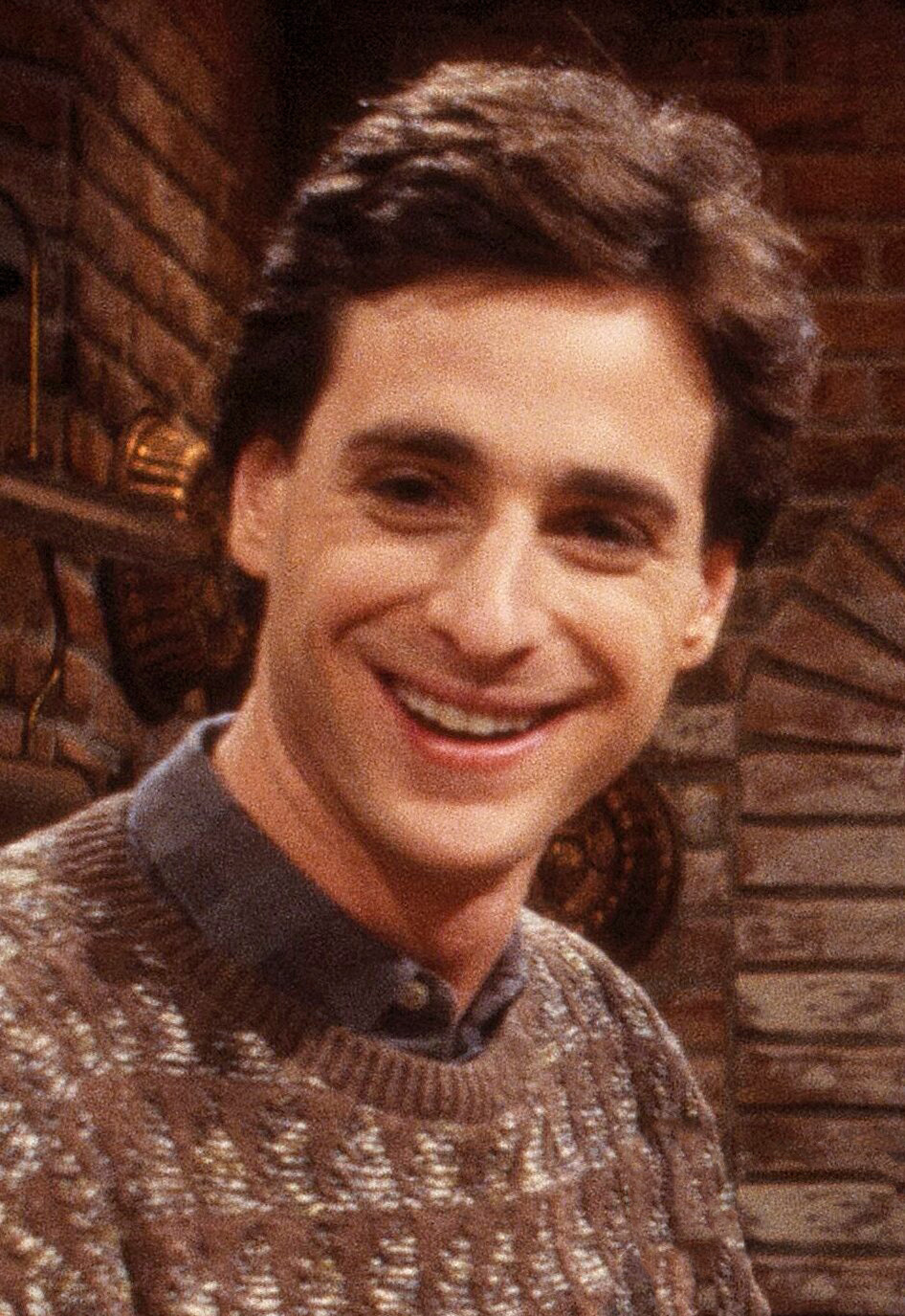
Bob Saget (1987)

### Schauspieler
- 1981: Ein Werwolf beißt sich durch (Full Moon High)
- 1983: The Greatest American Hero (Fernsehserie, Folge Wizards and Warlocks)
- 1987–1995: Full House (Fernsehserie, 192 Folgen)
- 1992: Zurück in die Vergangenheit (Fernsehserie, Folge 4x21)
- 1993: Kidnapping der Nervensägen (To Grandmother’s House We Go, Fernsehfilm)
- 1994: Daddy schafft sie alle (Father and Scout, Fernsehfilm)
- 1998: Half Baked – Völlig high und durchgeknallt (Half Baked)
- 2001–2002: Raising Dad (Fernsehserie, 22 Folgen)
- 2003: Dumm und dümmerer (Dumb and Dumberer: When Harry Met Lloyd)
- 2004: Huff – Reif für die Couch (Huff, Fernsehserie, Folge 1x05)
- 2004: Ein verrückter Tag in New York (New York Minute)
- 2005–2010: Entourage (Fernsehserie, 3 Folgen)
- 2005–2014: How I Met Your Mother (Fernsehserie, 208 Folgen, Stimme des Erzählers)
- 2006: Die verrückte Reise der Pinguine (Farce of the Penguins)
- 2006: Law & Order: Special Victims Unit (Fernsehserie, Folge 8x09)
- 2009: Surviving Suburbia (Fernsehserie, 13 Folgen)
- 2011: Law & Order: LA (Fernsehserie, Folge 1x21)
- 2016: Grandfathered (Fernsehserie, Folge 1x11)
- 2016–2020: Fuller House (Fernsehserie, 15 Folgen)
- 2018: The Good Cop (Fernsehserie, Folge 1x6)
- 2018: Shameless (Fernsehserie, Folge 9x6)
- 2019: Benjamin
- 2020: The Masked Singer (Fernsehsendung, Teilnehmer Staffel 4, 11. Platz)
- 2021: Killing Daniel

### Regie
- 1977: Through Adam’s Eyes (Kurzfilm)
- 1981: Moving
- 1996: Hope – Ihr Name war Hoffnung (For Hope, Fernsehfilm)
- 1997: Das große Zittern (Jitters, Fernsehfilm)
- 1998: Dirty Work
- 2000: Becoming Dick (Fernsehfilm)
- 2006: Die verrückte Reise der Pinguine (Farce of the Penguins)
- 2019: Benjamin

## Auszeichnungen (Auswahl)
Student Academy Awards
- 1978: Ausgezeichnet in der Kategorie Dokumentation für Through Adam’s Eyes